# Livre d'Elkasaï
Le Livre d'Elkasaï ou Apocalypse d'Elkasaï ou Livre de la Révélation d'Elkasaï est un texte de type prophétique dont l'existence est postulée par la recherche à partir des citations qu'en font les pères de l'Église. Certains critiques pensent aussi déceler des traces de son existence dans la littérature manichéenne. Les noms attribués à cet ouvrage ne sont que des propositions de la recherche contemporaine, il est toutefois certain que le mot Elkasaï ou Elksaï figurait dans le titre de l'ouvrage. C'est le texte fondateur d'une « religion » ou tout au moins du mouvement religieux appelé « elkasaïte » par les hérésiologues chrétiens, puis par les manichéens.
C'est un écrit de type apocalyptique judéo-chrétien ayant récupéré aussi bien des éléments chrétiens, pharisiens que des éléments païens et de caractère syncrétique. Certains chercheurs y voient aussi un traité liturgico-canonique chrétien. Il n'est attesté que de manière lacunaire, essentiellement à travers les écrits des hérésiologues chrétiens, et ne connaît plus de mention après le IVe siècle.
Vraisemblablement composé en araméen, il aurait été écrit en Mésopotamie à l'époque de la « guerre parthique » de Trajan, lorsque les armées romaines attaquent la Parthie (114-116), ou pendant la dure occupation de la Province romaine d'Assyrie qui se prolonge jusque vers 123. La première mention de son existence se trouve dans la Refutatio omnium hæresium ou Elenchos, texte du début du IVe siècle attribué à Hippolyte de Rome.
Le texte est attribué à un personnage dont l'historicité est débattue, qui, apparu au tout début du IIe siècle, porte le nom symbolique d'« Elkasaï » – signifiant  « pouvoir caché » en araméen – et serait à l'origine de la secte des « elkasaïtes », suivant les hérésiologues et les manichéens et qui se seraient eux-mêmes dénommés « sampséens », selon Simon Claude Mimouni. Le mouvement est attesté dans l'aire perse jusqu'au Xe siècle. À partir des années 220, des missions elkasaïtes sont attestées dans l'empire romain, mais celles-ci semblent avoir eu peu de succès, sauf à l'est du Jourdain, parmi les mouvements baptistes antiques. Si l'on admet son historicité, il est possible qu'Elkasaï, avant de fonder son propre groupe, ait été un judéo-chrétien de tendance ébionite ou nazaréen.

## L'auteur
Si l'on admet qu'Elkasaï a existé, après avoir proclamé un nouveau baptême de rémission des péchés vers l'an 100-101 – « la troisième année du règne de Trajan » –, il aurait eu une révélation vers 115,, dont serait issu le Livre d'Elkasaï.
« ElKasaï » signifie « force cachée » ou « pouvoir caché » et est donc probablement un surnom que lui aurait donné ses partisans. Hippolyte de Rome témoigne de l'ancrage de la figure phare du mouvement en Parthie, c'est-à-dire dans le judaïsme babylonien de son temps, d'ailleurs fort mal connu.
Il est fort possible qu'Elkasaï, avant de fonder son propre groupe, ait été un judéo-chrétien ébionite ou nazaréen, c'est-à-dire un membre des premiers groupes adeptes de Jésus. En effectuant une prédication au sein des « osséens », il aurait formé un nouveau mouvement se désignant sous le nom de « sampséens »,, mais que les auteurs chrétiens désignent sous le nom d'elkasaïtes. Au IVe siècle, Épiphane de Salamine témoigne du fait que le Livre d'Elkasaï a été adopté par plusieurs groupes judéo-chrétiens.
L'auteur du Livre d'Elkasaï parle à la première personne et s'adresse avec autorité à ses disciples, qu'il appelle « enfants »,. Il s'agit donc d'un responsable de communauté, se présentant comme son témoin au moment du jugement dernier, à l'égal de Jésus qui, dans l'Apocalypse du Nouveau Testament, est qualifié de « témoin fidèle »,.

## Livre de la révélation d'Elkasaï
Le Livre d'Elkasaï a complètement disparu aujourd'hui et n'est connu qu'indirectement par les écrits de ces hérésiologues chrétiens, qui racontent que, pour ses disciples, ce livre était descendu du ciel. Certains auteurs détectent aussi des passages de ce livre dans la Vita Mani, livre de référence du Manichéisme.
Il s'agit d'une apocalypse judéo-chrétienne, s'inspirant en partie d'apocalypses juives, plus ou moins contemporaines, comme l'Apocalypse d'Esdras (« IV Esdras »), l'Apocalypse de Baruch (« II Baruch ») ou l'Apocalypse d'Abraham, toutes écrites à la fin du Ier siècle. « Mais à la différence de ces dernières, l'Apocalypse d'Elkasaï est un texte fondateur d'une "religion", tout au moins d'un mouvement religieux ayant récupéré aussi bien des éléments pharisiens et chrétiens que des éléments "païens". »
Cet ouvrage contient un message révélé au cours d'une vision à la manière des textes prophétiques et inspirés. C'est pourquoi la tradition chrétienne l'a considéré comme un livre tombé du ciel, du moins d'après Origène, « via » Eusèbe de Césarée.

### Titre du livre
Le titre parfois donné à cet ouvrage – Apocalypse d'Elkasaï ou Révélation d'Elkasaï – n'est pas attesté dans la documentation ancienne. Il repose sur une appréciation de son contenu, considéré comme relevant du genre littéraire des apocalypses (ou révélations). « Cependant il est certain que le mot Elkasaï ou Elksaï a figuré dans le titre de l'ouvrage. » Il en est de même pour le mot « traité » ou « livre », raison pour laquelle nombre de critiques préfèrent le désigner tout simplement sous le nom de « Livre d'Elkasaï ».

### Datation
Dans l'Elenchos, l'auteur mentionne une prophétie énoncée à une époque où les Parthes vaincus ont été obligés de se soumettre à Trajan. Elkasaï prophétise « un conflit universel flamboyant » trois ans après la guerre contre les Parthes. Gerard P. Luttikhuizen, toutefois vivement contesté, s'appuie sur cette information pour situer la composition du Livre d'Elkasaï en 116, car, à ce moment de la guerre (114-117), les Parthes semblent vaincus, avant que les révoltes juives, le retrait des forces de Trajan et l'abandon de la guerre par Hadrien son successeur, ne leur permettent de reprendre le pouvoir.
Un groupe de chrétiens d'origine juive semble avoir constitué le mouvement elkasaïte lors de la guerre entre Rome et les Parthes, à la suite de la révélation faite par Elkasaï, que ses disciples considéraient comme un prophète. « Elkasaïtes » est le nom que les Pères de l'Église et les manichéens utilisaient pour désigner les membres de ce mouvement, qui se donnaient probablement le nom de « sampséens ». Ils correspondent aux « mughtasila » de la tradition islamique.
En se fondant sur l'Elenchos attribué à Hippolyte, mais aussi sur le Panarion d'Épiphane de Salamine, G.P. Luttikhuizen arrive à la conclusion que les « Révélations d'Elkasaï » auraient été « reçues », rédigées et diffusées dans un milieu proche de la cause parthe sous influence juive. Selon lui, les insurrections successives montrent suffisamment l'engagement des communautés juives en faveur du pouvoir arsacide. « Les révoltes juives contre les romains, celles du temps de Trajan mais aussi celles du temps de Marc Aurèle, attestent en effet d'un tel sentiment » des communautés juives de la diaspora babylonienne « en faveur des Parthes ». Le consensus semble exister pour dire que le Livre d'Elkasaï apparaît comme un texte, voire le texte, de fondation du mouvement elkasaïte.

### Genre littéraire
Habituellement, il est convenu de ranger ce livre parmi le genre dit des « apocalypses » ou « révélations ». Toutefois, F.S. Jones a proposé de considérer cette œuvre « plutôt comme un document relevant de la littérature liturgico-canonique chrétienne, à l'égal par exemple de la Didachè ». G.P. Luttikhuizen refuse « catégoriquement l'hypothèse, préférant maintenir sa position en faveur de la littérature apocalyptique ». Pour Simon Claude Mimouni, « voir en cette œuvre un livre de révélation n'empêche nullement de penser qu'elle ait pu servir aussi de "livre de rituel" ».

### Ésotérisme
Le dernier fragment fourni par l'Elenchos qui porte sur l'exhortation à cacher aux infidèles les « mystères ineffables » du Livre, montre le caractère ésotérique du mouvement,. Il en est de même de l'anagramme araméenne, précédée d'une exhortation à ne pas en rechercher le sens, que les adeptes devaient répéter à l'endroit et à l'envers. Selon Simon Claude Mimouni, « ces deux indications suggèrent que l'Apocalypse d'Elkasaï a peut-être été un texte réservé seulement à un certain nombre d'elkasaïtes, à ceux en l'occurrence qui connaissaient la formule secrète ».

### Réception
L'influence du mouvement elkasaïte n'est nullement à négliger, du moins s'il faut en croire Épiphane de Salamine qui, au IVe siècle, affirme que le Livre d'Elkasaï « a été adopté par les osséens, les nasaréens, les nazôréens et les ébionites ». Elkasaï, toujours d'après le même hérésiologue, se serait affilié sous Trajan au groupe des « osséens » – c'est-à-dire des esséniens –, formant un nouveau mouvement se désignant sous le nom de « sampséens »,. Épiphane « parle des elkasaïtes à plusieurs reprises, en les désignant non seulement sous ce nom mais aussi sous celui d'"osséens" et sous celui de "sampséens", ». Selon Simon Claude Mimouni, on ne trouve plus trace de ce livre après le IVe siècle.

### Langue
On estime généralement qu'il a été rédigé en araméen pour les raisons suivantes : le nom d'Elkasaï est de formation araméenne, le fait de considérer l'Esprit saint comme un être féminin, le fragment no 9 contient une formule magique ou ésotérique rapportée par Épiphane de Salamine qui, une fois décodée, n'est compréhensible que dans cette langue,. Le livre contient en outre une dédicace à « Sobiai ». Hippolyte de Rome a supposé à tort que c'était le nom d'une personne, mais c'est un mot araméen qui signifie « "baptiste", le nom par lequel les elkasaïtes se désignaient eux-mêmes ». Sobiai semble désigner les Masbuthéens ou les Sabéens que l'on trouve dans d'autres sources.
Le Livre d'Elkasaï a toutefois été diffusé également parmi les autres groupes religieux, juifs et judéo-chrétiens. Ainsi, c'est une version grecque qui, vers 220, est apportée à la congrégation chrétienne de Calixte Ier à Rome par la mission conduite par Alcibiade d'Apamée.

### Fragments
Les critiques divergent pour savoir quels fragments des livres à notre disposition pourraient appartenir au Livre d'Elkasaï. Selon Simon Claude Mimouni, « les attestations sur le mouvement et les fragments de l'ouvrage » sont parfois confondus. Pour lui, « de toute évidence, l'Elenchos et le Panarion sont les seuls écrits à avoir conservé des fragments de l'Apocalypse d'Elkasaï, à l'exclusion de la Vita Mani souvent convoquée à ce propos, ainsi que d'un passage d'Origène rapporté par Eusèbe de Césarée dans son Histoire ecclésiastique. »
Dix fragments du Livre d'Elkasaï sont conservés par des citations de Pères de l'Église Hippolyte de Rome et Épiphane de Salamine, : 
- Hippolyte de Rome, Refutatio omnium hæresium, 9,13,1-3 – Épiphane de Salamine, Panarion adversus omnes hæreses, 30,17,7 ;
- Hippolyte de Rome, Refutatio omnium hæresium, 9,13,3-4 et 9,15,1-2 ;
- Hippolyte de Rome, Refutatio omnium hæresium, 9,15,3 ;
- Hippolyte de Rome, Refutatio omnium hæresium, 9,15,4-16,1 ;
- Épiphane de Salamine, Panarion adversus omnes hæreres, 19,3,5 ;
- Épiphane de Salamine, Panarion adversus omnes hæreres, 19,3,6 ;
- Hippolyte de Rome, Refutatio omnium hæresium, 9,16,24 ;
- Épiphane de Salamine, Panarion adversus omnes hæreres, 19,1,8-9 ;
- Épiphane de Salamine, Panarion adversus omnes hæreres, 19,4,3 ;
- Hippolyte de Rome, Refutatio omnium hæresium, 9,17,1.

Simon Claude Mimouni estime que, dans la Vita Mani du Codex manichéen de Cologne, on ne retrouve que certaines expressions de cette œuvre, comme les « eaux profondes » pour les purifications.

### Contenu
« Ce qui nous est parvenu du Livre de la révélation d'Elkasaï comprend un ensemble de spéculations astrologiques, d'incantations, d'indications relatives à l'organisation communautaire et d'avertissements concernant des troubles eschatologiques, le tout ne permettant guère de retrouver la logique de l'ouvrage. Toutefois l'attachement à la Loi (Torah), l'affirmation du caractère purement humain de la naissance de Jésus, le rejet de Paul et de certaines parties de l'Écriture l'apparentent aux différents courants dits judéo-chrétiens, et dans certains de ses aspects d'une part aux tendances baptistes et d'autre part au courant qui s'exprime dans une partie de la littérature pseudo-clémentine ». « On y perçoit une position favorable aux Parthes orientaux et donc anti romaine, ce qui était courant à l'époque dans cette partie du Proche-Orient ».
Dans l'Elenchos attribué à Hippolyte de Rome, le Livre d'Elkasaï paraît être cité d'après l'ordre des matières de l'ouvrage. Si tel était le cas, le texte de l'Elenchos en IX, 15, 1-16, 4, redonnerait une section entière de l'œuvre, qui parlerait alors des rituels d'immersion et des conditions dans lesquels ils sont effectués. On apprend, par exemple, que les officiants elkasaïtes ne pouvaient pas procéder aux lustrations les jours déclarés néfastes,.
Les fragments conservés dans le Panarion d'Épiphane de Salamine permettent de se faire une assez bonne idée de ce qu'a été la structure littéraire de cet ouvrage, donnant ainsi des indications sur les pratiques et les croyances du mouvement.
Comme cela a été dit, deux des fragments montrent le caractère ésotérique du mouvement,. Celui qui contient l'exhortation à cacher aux infidèles les « mystères ineffables » se trouve dans l'Elenchos IX, 17, 1. L'anagramme araméenne, précédée d'une exhortation à ne pas en rechercher le sens, se trouve dans le Panarion 19, 4, 3.

## Les elkasaïtes
Les elkasaïtes étaient un mouvement religieux judéo-chrétien baptiste, relevant aussi bien du judaïsme général que du judaïsme nazôréen. Il est documenté de manière indirecte à partir du IIIe siècle et ce jusqu'au Xe siècle. Il s'agit apparemment d'un mouvement de chrétiens d'origine juive qui a émergé au IIe siècle et a disparu après le Xe siècle, à une date indéterminée. Il est attesté aussi bien dans l'aire perse, où il semble naître au tout début du IIe siècle (vers l'an 100), que dans l'empire romain (dès les années 220). À cette époque, l'espace iranien est dominé par les Parthes et les Arméniens, séparés par le royaume d'Adiabène (région appelée Assyrie), puis au cours du IIIe siècle par les perses sassanides. Leur présence est aussi attestée dans les territoires palestiniens situés à l'est du Jourdain,, au point que « plusieurs critiques » estiment que « les communautés baptistes du Jourdain ont presque partout été assimilées par l'elkasaïsme. » Toutefois, l'ampleur de cette implantation est contestée.
Le mouvement tire sa dénomination de son fondateur, Elkasaï, dont le nom connaît de multiples graphies,, notamment chez les hérésiologues chrétiens écrivant en grec, mais aussi chez les citateurs manichéens et musulmans. Elkasaï semble être initialement un ébionite ou un nazaréen.
L'elkasaïsme a donné naissance au Manichéisme. Mani, son fondateur, a été élevé à Mésène (près de Ctésiphon) dans une communauté baptiste probablement elkasaïte. Il commence à prêcher dans les années 240.
Toutefois, le mouvement elkasaïte n'est pas complètement absorbé par le manichéisme et continue à exister de façon indépendante. Il semble aussi avoir influencé l'islam, qui en est peut-être partiellement issu. Quelques groupes de ce mouvement survivaient encore au Xe siècle dans le monde islamique. Le Kitab-al-Fihrist d'Ibn al-Nadim, l'auteur arabe de la fin du Xe siècle, nous décrit les mogtasilah, une secte de sabéens dans les marais du bas-pays mésopotamien, en Mésène, qui regardaient « El-'Hasai'h » comme leur fondateur.
Certains spécialistes estiment que les mandéens, mouvement baptiste et gnostique existant encore en Iran et en Irak, pourraient être les derniers héritiers du mouvement elkasaïte,. Ce point de vue ne fait toutefois pas consensus.

## Éditions
Les éditions et les traductions de ces fragments sont extrêmement nombreuses : elles montrent l'intérêt des savants pour ce texte qui pose d'épineux problèmes d'ordre littéraire et historique.